# Michèle Watrin
Pour les articles homonymes, voir Watrin.
Michèle Watrin, née le 22 janvier 1950 à Algrange (Moselle) et morte le 2 août 1974 à Valence (Drôme), est une actrice française.

## Biographie
Michèle Françoise Watrin commence sa carrière au théâtre populaire de Reims, comme élève de Robert Hossein.
Michèle Watrin joue la cousine de Claude Jade dans le film Prêtres interdits.
En 1974, Robert Hossein, son compagnon, prépare une pièce avec elle, Hernani, au théâtre Marigny, ainsi qu'il le raconte dans son ouvrage N'ayez pas peur de croire.
Elle décède, brûlée vive, le 2 août 1974 dans un accident de la route sur l'autoroute A7, au niveau de la sortie sud de Valence (Drôme) ; son passager et fiancé, l'acteur Robert Hossein, tente de l'extraire de la voiture en feu mais n'y parvient pas, sa fiancée étant bloquée par sa ceinture de sécurité dans l'habitacle. Robert Hossein en réchappe de justesse avec quelques brûlures,.
Michèle Watrin est inhumée à Étain (Meuse). Sur sa sépulture est gravé le nom de Robert Hossein qui n'est pas inhumé à cet endroit.

## Filmographie

### Cinéma
- 1970 : La Vampire nue
- 1973 : Prêtres interdits de Denys de La Patellière : La cousine de Françoise

### Télévision
- 1973 : Les Enquêtes du commissaire Maigret, de Claude Boissol (Série TV) : Janine Armenieu
- 1973 : La mer est grande de Philippe Condroyer (Série TV) : Virginie